# 孔加斯區
孔加斯區（西班牙語：Distrito de Congas），是秘魯的一個區，位於該國北部安卡什大區的奧克羅斯省，始建於1943年12月13日，面積130.03平方公里，海拔高度3,055米，2005年人口1,233，人口密度為每平方公里9.5人。
10°19′59″S 77°27′00″W / 10.33306°S 77.45000°W